# Wilhelm Hoffmann (Historiker)
Wilhelm Hoffmann (* 25. Januar 1909 in Leipzig; † 16. April 1969 in Tübingen) war ein deutscher Althistoriker.

## Leben
1932 wurde er an der Universität Leipzig mit einer Arbeit über die sibyllinischen Bücher promoviert. 1940 habilitierte er sich in Leipzig mit seiner Arbeit Livius und der Zweite Punische Krieg und wurde dort Privatdozent. 1947 habilitierte sich Hoffmann an die Universität Hamburg um, wo er 1949 außerplanmäßiger Professor wurde. 1962 wechselte er als ordentlicher Professor an die Universität Gießen, 1968, ein Jahr vor seinem plötzlichen Tod, an die Universität Tübingen.
Ein Schwerpunkt von Hoffmanns wissenschaftlicher Arbeit war die Römische Republik, insbesondere die Zeit der Punischen Kriege.

## Schriften (Auswahl)
- Wandel und Herkunft der Sibyllinischen Bücher in Rom. Dissertation. Leipzig 1932.
- Rom und die griechische Welt im 4. Jahrhundert. Dieterich, Leipzig 1934.
- Livius und der Zweite Punische Krieg. Weidmann, Berlin 1942.
- Hannibal. Vandenhoeck & Ruprecht, Göttingen 1962.